# Изаска
Изаска (итал. Isasca) је насеље у Италији у округу Кунео, региону Пијемонт.
Према процени из 2011. у насељу је живело 63 становника. Насеље се налази на надморској висини од 667 м.

## Становништво
| 1936. | 1951. | 1961. | 1971. | 1981. | 1991. | 2001. | 2011. |
| ----- | ----- | ----- | ----- | ----- | ----- | ----- | ----- |
| 348   | 297   | 250   | 182   | 146   | 115   | 112   | 78    |